# Tina Anselmi
Tina Anselmi, Orden al Mérito de la República Italiana, (Castelfranco Véneto, 25 de marzo de 1927-ibídem, 1 de noviembre de 2016) fue una política italiana que además formó parte de la Resistencia durante la Segunda Guerra Mundial. Fue la primera ministra en la historia de Italia.

## Biografía
Tina Anselmi nació en el seno de una familia católica y antifascista en la provincia de Treviso. En su juventud formó parte de la resistencia italiana como partisana. Se licenció en literatura en la Universidad Católica de Milán y formó parte del sindicato CGIL.
Fue diputada democristiana entre 1968 y 1987. En 1976 se convirtió en la primera mujer en ocupar el cargo de ministra en Italia, durante el mandato de Giulio Andreotti, concretamente en el Departamento de Trabajo y Seguridad Social. Posteriormente fue ministra de Sanidad, momento en el cual se instituyó el Servicio Sanitario Nacional. Fue intermediaria entre la familia de Aldo Moro y el gobierno durante su secuestro por las Brigadas Rojas en 1978. En 1981 pasó a ser la presidenta de la Comisión de Investigación de la conocida logia masónica Propaganda 2. Durante su actividad, firmó la ley de igualdad de tratamiento entre hombres y mujeres. 
Tina falleció a los 89 años en su casa de Castelfranco Véneto, en el norte de Italia, según los medios locales.